# Леди поёт блюз (саундтрек)
Lady Sings the Blues — саундтрек американской певицы Дайаны Росс, записанный для фильма «Леди поёт блюз».

## Релиз
Релиз саундтрека состоялся в октябре 1973 года, и за первые восемь дней продажи в США превысили 300 тысяч копий. Альбом дебютировал в чарте Billboard Top LP’s & Tape в конце ноября, когда фильм вышел в национальный прокат. К апрелю 1973 года, на 20-й неделе, диск добрался до первой строчки, когда состоялась церемония вручения «Оскара», став первым — и на сегодняшний день единственным — чарттоппером певицы в стране. Альбом был лидером чарта две недели, а всего продержался там 54 недели, что также является лучшим сольным результатом для певицы. В итоге альбом стал пятым самым продаваемым за 1973 год. На 16-й неделе пребывания в чарте Billboard Top Soul LP’s альбом добрался до пиковой второй позиции, не пропустил его вперёд альбом The World Is a Ghetto группы War. Согласно журналу Cash Box, он также занял первую позицию в альбомном чарте, и был признан самым популярным саундтреком 1973 года. В австралийском чарте альбомов он стал 43-м. В Великобритании альбом на неделю попал в топ-50 чарта, а также получил золотую сертификацию. В Канаде пиком стала пятая строчка.
В 1974 году пластинка одержала победу на премии American Music Awards как лучший поп/рок альбом.

## Список композиций
| №   | Название                                             | Длительность |
| --- | ---------------------------------------------------- | ------------ |
| 1.  | «The Arrest»                                         | 0:15         |
| 2.  | «Lady Sings the Blues»                               | 1:03         |
| 3.  | «Baltimore Brothel»                                  | 0:25         |
| 4.  | «Billie Sneaks into Dean and Dean’s/Swinging Uptown» | 0:49         |
| 5.  | «’Taint Nobody’s Bizness If I Do»                    | 1:06         |
| 6.  | «Big Ben»/«C.C. Rider»                               | 1:06         |
| 7.  | «All of Me»                                          | 2:19         |
| 8.  | «The Man I Love»                                     | 2:27         |
| 9.  | «Them There Eyes»                                    | 1:03         |
| 10. | «Gardenias from Louis»                               | 2:03         |
| 11. | «Cafe Manhattan»/«Had You Been Around»/«Love Theme»  | 2:03         |

| №   | Название                                       | Длительность |
| --- | ---------------------------------------------- | ------------ |
| 1.  | «Any Happy Home»                               | 0:37         |
| 2.  | «I Cried for You»                              | 0:37         |
| 3.  | «Billie and Harry»/«Don’t Explain»             | 0:37         |
| 4.  | «Mean to Me»                                   | 1:18         |
| 5.  | «Fine and Mellow»                              | 0:45         |
| 6.  | «What a Little Moonlight Can Do»               | 2:09         |
| 7.  | «Louis Visits Billie on Tour»/«Love Theme»     | 0:45         |
| 8.  | «Cafe Manhattan Party»                         | 1:37         |
| 9.  | «Persuasion»/«’Taint Nobody’s Bizness If I Do» | 3:48         |
| 10. | «Agent’s Office»                               | 1:09         |
| 11. | «Our Love Is Here to Stay»                     | 2:01         |

| №  | Название                                 | Длительность |
| -- | ---------------------------------------- | ------------ |
| 1. | «Fine and Mellow»                        | 2:54         |
| 2. | «Lover Man»                              | 3:22         |
| 3. | «You’ve Changed»                         | 2:34         |
| 4. | «Gimme a Pigfoot (And a Bottle of Beer)» | 2:06         |
| 5. | «Good Morning Heartache»                 | 2:21         |
| 6. | «All of Me»                              | 2:04         |

| №  | Название              | Длительность |
| -- | --------------------- | ------------ |
| 1. | «Love Theme»          | 2:53         |
| 2. | «My Man»              | 2:26         |
| 3. | «Don’t Explain»       | 2:10         |
| 4. | «I Cried for You»     | 2:13         |
| 5. | «Strange Fruit»       | 3:35         |
| 6. | «God Bless the Child» | 2:42         |
| 7. | «Closing Theme»       | 1:08         |

## Чарты
| Хит-парад (1972—1973)           | Высшая позиция |
| ------------------------------- | -------------- |
| Австралия (Kent Music Report)   | 43             |
| Великобритания (Top 50 Albums)  | 50             |
| Канада (RPM Top 100 Albums)     | 5              |
| США (Billboard Top LP’s & Tape) | 1              |
| США (Billboard Top Soul LP’s)   | 2              |
| США (Cash Box Top 100 Albums)   | 1              |
| США (Record World Top Albums)   | 1              |
| США (Record World Top R&B LPs)  | 1              |

| Хит-парад (1973)                        | Позиция |
| --------------------------------------- | ------- |
| США (Billboard Top LP’s & Tape)         | 5       |
| США (Billboard Top Soul LP’s)           | 4       |
| США (Cash Box Top 100 Albums)           | 14      |
| США (Cash Box Top Soundtrack Albums)    | 1       |
| США (Record World Top Albums)           | 5       |
| США (Record World Top Movie Soundtrack) | 1       |

## Сертификации и продажи
| Регион                                                      | Сертификация | Продажи  |
| ----------------------------------------------------------- | ------------ | -------- |
| Великобритания (BPI)                                        | Золотой      | 100 000^ |
| США                                                         | —            | 300 000  |
| ^ Данные о тиражах приведены только на основе сертификации. |              |          |